# Кармер, Иоанн Генрих Казимир фон
Иоганн Генрих Казимир фон Кармер (нем. Johann Heinrich Casimir von Carmer; 29 декабря 1721, Кройцнах — 23 мая 1801, Рютцен) — прусский государственный деятель.
Изучал право в университетах Галле и Йены. С 1768 года был министром по делам Силезии, где ввёл множество улучшений и, среди прочего, для поддержания дворянства, разорённого войной, организовал в 1770 году сельскохозяйственный кредит, оттуда распространившийся на всю Пруссию.
В 1779 году Фридрих II назначил Кармера великим канцлером и Chef de justice, a в 1780 году поручил ему преобразование судебной системы. Кармер переработал в соответствии с требованиями времени составленный фон Кокцеи проект Corpus juris Fridericianum и в 1781 году издал новый устав судопроизводства; он же разработал новый кодекс — «Allgemeines Landrecht». Его влияние ослабело, когда с вступлением на престол Фридриха Вильгельма II прошла пора просвещённого абсолютизма. В 1798 году Кармер оставил государственную службу с титулом графа.